# Walter Flex
Walter Flex, né le 6 juillet 1887 à Eisenach et décédé le 16 octobre 1917 à Pöide, est un écrivain et poète allemand.
Les lettres et poèmes de guerre de Walter Flex, Le vagabond entre deux mondes (Der Wanderer zwischen beiden Welten, allusion au Wandervogel) furent le bréviaire posthume de toute une génération après la défaite allemande de 1918.

## Biographie
Fils de l'enseignant et militant national-libéral Rudolf Flex (de), il rédige très tôt, à onze ans, ses premiers poèmes, consacré à la mort du Prince Bismarck et sa première pièce de théâtre.
Lycéen, Walter Flex rédige un drame, Demetrius, qui est joué au Théâtre de la Ville d'Eisenach en 1909.
Entre 1906 et 1910, il étudie, grâce à l'attribution d'une bourse, la philologie germanique et l'histoire à l'université d'Erlangen et à l'université de Strasbourg.
Durant sa brève vie avant la Grande Guerre, il travaille en tant que professeur, éditant, entre autres travaux, Das Volk in Eisen et Sonne und Schild, considérées comme des œuvres romantiques et nationalistes. Son poème Wildgänse rauschen durch die Nacht connu une grande popularité comme chant du Wandervogel repris par toute une jeunesse allemande.
De 1910 à 1914, il devient le précepteur des enfants de la famille Bismarck puis des enfants du Baron von Leesen à Retchke en Posnanie.
Il s'engage comme soldat volontaire en  1914. Il sert dans le 50e régiment d'infanterie, en dépit d'une légère infirmité à la main droite qui l'aurait dispensé du service militaire.
Walter Flex combattra d'abord sur le front occidental, dans la Forêt d'Argonne. Au printemps de 1915, Walter Flex est envoyé au camp de la Warthe pour suivre une formation d'officier et il y fait la connaissance d'Ernst Wurche, « un fameux gaillard », dont il annoncera la mort au combat dans une lettre poignante  à ses parents le 24 août.
Bouleversé par la mort de son ami, Walter Flex entame alors une longue série de correspondances philosophiques qui précisent encore sa vision de la vie, comme "pont entre deux mondes", thématique essentielle de Der Wanderer zwischen beiden Welten.
Le 6 juillet 1917, il reçoit la croix de fer de première classe. Il est blessé au combat sur le front de l'est lors d'une charge héroïque et meurt de ses blessures le lendemain le 16 octobre 1917 à Pöide, sur l'île de Saaremaa en Estonie alors que s'achève l'opération Albion.
Le vagabond entre deux mondes est devenu très populaire en quelques mois, depuis sa parution à la fin de l'année 1916 et la nouvelle de la mort du poète suscite une vive émotion chez les soldats et les officiers du front, « qui lui disaient avoir trouvé dans ce texte consolation, force et sérénité ». Il sera réédité à titre posthume par les éditions München Verlag et sa réputation devait s'affirmer pendant l'entre-deux-guerres dans une Allemagne en recomposition. En deux ans, 250 000 exemplaires seront vendus, pour un total de 682 000 exemplaires en 1940.
Il est resté populaire pour certains de ses poèmes, étudiés dans les écoles allemandes jusque dans les années 1970, mais, après la Seconde Guerre mondiale, il est retombé progressivement dans l'oubli, victime indirecte de l'idéologie nazie qui avait repris à son compte son chant patriotique et son idéalisme romantique.
Ces écrits demeurent comme un témoignage du lyrisme national allemand et exaltent le patriotisme, les sentiments d'humanité, de camaraderie et de souffrance des soldats de la Première Guerre mondiale.
On peut rapprocher son œuvre de jeunesse de celle Ernst Jünger et on cite souvent en contraste À l'Ouest, rien de nouveau (Im Westen nichts Neues) du pacifiste Erich Maria Remarque « très éloigné des valeurs des nationalistes, et aussi, finalement, de l'éthique hégélienne de la vieille Prusse ».

## Œuvres
- Demetrius (Drame), 1909
- Zwölf Bismarcks (essai : Douze Bismarck ), 1913
- Klaus von Bismarck (Drame), 1913
- Die evangelische Frauenrevolte in Löwenberg ( La Révolte protestante des femmes à Löwenberg au profit de l'Association féminine Gustav-Adolf présidée par sa mère), 1913
- Das Volk in Eisen (Poèmes Le peuple de fer, référence au Chancelier de fer ), 1914
- Weihnachtsmärchen des 50. Regiments (Contes de Noël), 1914
  - trad. Le Conte de Noël du 50ème régiment, Éditions ACE, 64 p., 2025.
- Sonne und Schild (Poèmes : Soleil et Bouclier), 1915
- Der Wanderer zwischen beiden Welten (Poème : Le vagabond entre deux mondes), 1916
  - également traduit sous Le Pèlerin entre deux mondes . - Les Oies sauvages vont vers le Nord. 1996 - Le Porte-Glaive, 2019 - Éditions ACE
- Im Felde zwischen Nacht und Tag (Poèmes : Au Champ entre nuit et jour ), 1917
- Die russische Frühjahrsoffensive 1916, (L'Offensive russe du printemps 1916), 1919